# 대한민국 형사소송법 제113조
대한민국 형사소송법 제113조는 압수·수색영장에 대한 형사소송법의 조문이다.

## 조문
第113條(押收·搜索令狀) 公判廷 外에서 押收 또는 搜索을 함에는 令狀을 發付하여 施行하여야 한다.

제113조(압수·수색영장) 공판정 외에서 압수 또는 수색을 함에는 영장을 발부하여 시행하여야 한다.

## 참고 문헌
- 손동권 신이철, 새로운 형사소송법(초판, 2013), 세창, 2013. ISBN 9788984114081

## 같이 보기
- 압수